# Râul Hordou
Râul Hordou este un curs de apă, afluent al râului Sălăuța. 